# Левицький Степан Антонович
Степан Антонович Левицький (20 червня 1943, село Глибочок, тепер Новоушицького району Хмельницької області) — український радянський діяч, бригадир вибійників шахти № 8 Марганецького гірничо-збагачувального комбінату Дніпропетровської області. Депутат Верховної Ради УРСР 8—9-го скликань.

## Біографія
Освіта середня.
З 1961 року — робітник будівельного управління тресту «Марганецьрудбуд», підземний відкатник шахти № 25 тресту «Нікопольмарганець» Дніпропетровської області.
У 1962—1965 роках — служба в Радянській армії.
У 1965—1970 роках — підземний помічник вибійника, вибійник шахти № 8 Марганецького гірничо-збагачувального комбінату Дніпропетровської області.
З 1970 року — бригадир вибійників шахти № 8 Марганецького гірничо-збагачувального комбінату Дніпропетровської області.
Потім — на пенсії в місті Марганці Дніпропетровської області.

## Нагороди
- ордени
- медалі